# Автомагістраль M3 (Угорщина)
Автомагістраль М3 (угор. M3-as autópálya) — угорська автомагістраль, що сполучає Будапешт з українським кордоном. Дві інші автомагістралі відходять від неї, М30 (з’єднує М3 з Мішкольцем) і М35 (з’єднує М3 з Дебреценом). M3 слідує маршруту 3, а пізніше маршруту 4. Відрізок автомагістралі між Гербегазою та Ніредьгазою був відкритий в серпні 2007 року. Останній відрізок автомагістралі, між шосе 49 і Вашарошнамень, був відкритий в 2014 році. Загальна протяжність автомагістралі наразі становить 281 км.

## Графік відкриття
- Будапешт – Геделле (14 км): 16.10.1978.
- Геделле – Хатван (29 км): 1980.10.31.

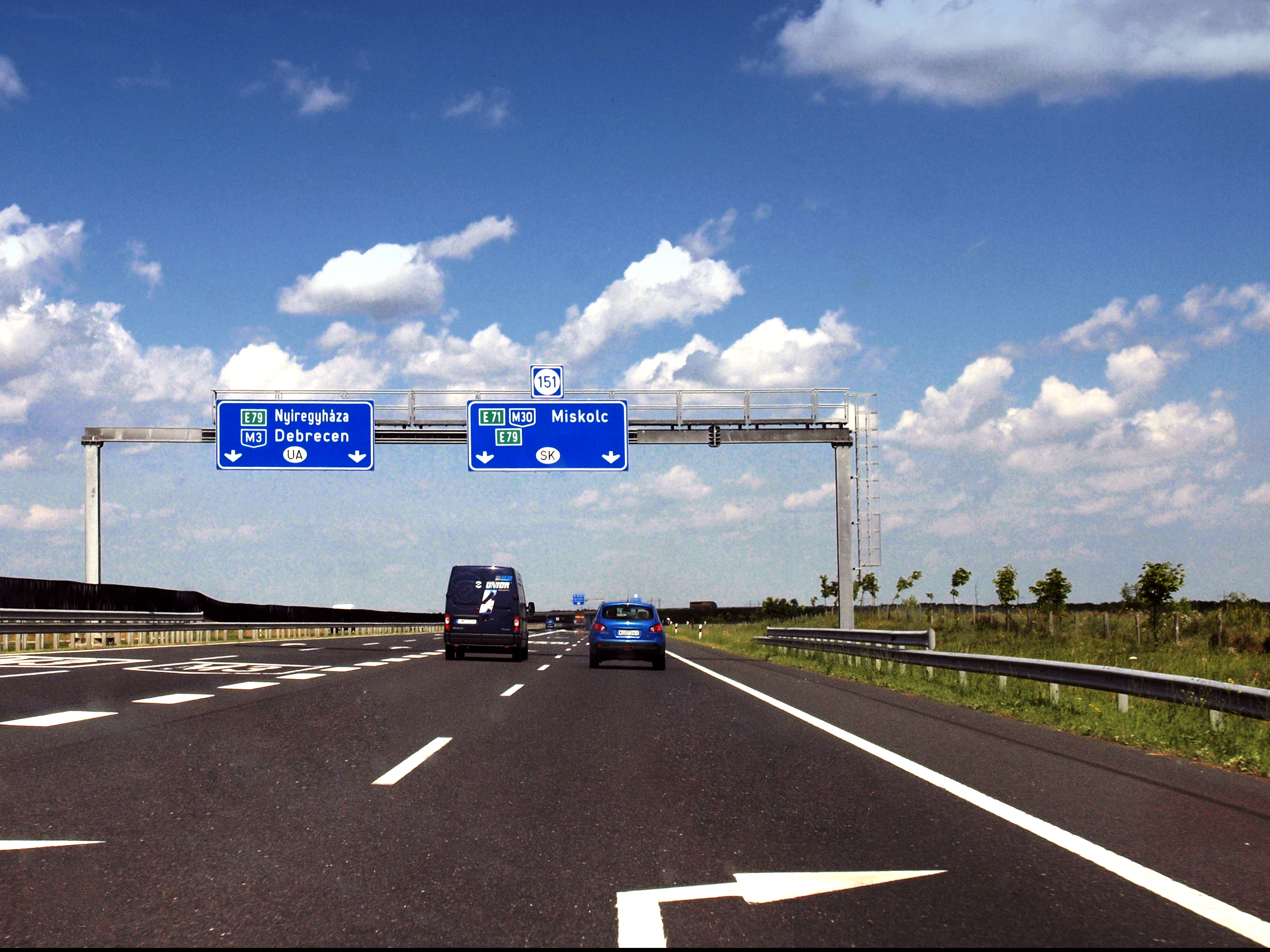
Розв'язка (M3-M30) біля Еміод

- Хатван – Дєндєш - захід (15 км): 1983 рік
- Дєндєш - захід – Фюзешабонь (44 км): 1998.09.01.
- Фюзешабонь – Польгар (61 км): 2002 рік
- Польгар – Гьорбегаза; M35 (11 км): 2004.10.
- Гьорбегаза; M35 – Ньїредьгаза (41 км): 31.08.2007.
- Об’їзд Ньїредьгази (8 км): 2006.08.05.
- Надькалло – Йор (33,8 км): 16.01.2013р.
- Йор – Вашарошнамень (11,9 км): 10.10.2014 р.

## Дивись також
- Автошляхи Угорщини
- Транспорт Угорщини
- Мережа європейських автошляхів